# كيمبرلي رايت كاسيدي
كيمبرلي رايت كاسيدي (بالإنجليزية: Kimberly Wright Cassidy) هي عالمة نفس أمريكية، ولدت في عقد 1960.